# Marquesado del Ter

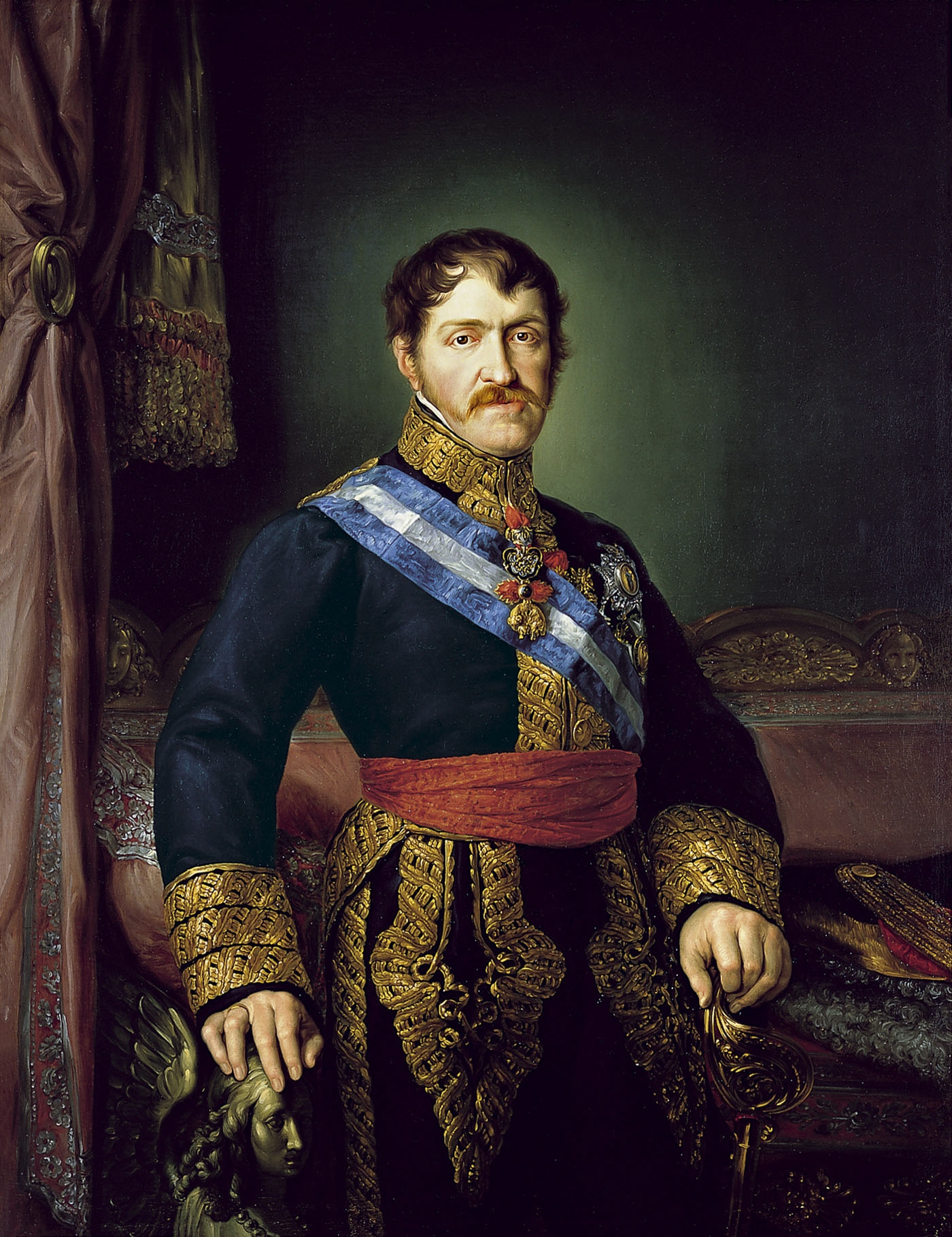
Carlos María Isidro de Borbón/"Carlos V"

El marquesado del Ter es un título nobiliario español creado el 9 de febrero de 1849 por el pretendiente carlista Carlos VI a favor de Ramón Cabrera y Griñó I duque del Maestrazgo y I conde de Morella. Este título fue reconocido como título del Reino el 3 de septiembre de 1876.

## Antecedentes
Ramón Cabrera participó en las primeras guerras carlistas, pero al ser derrotado se refugió en Inglaterra poniendo a disposición del pretendiente Carlos VI cuantiosas ayudas económicas. Sus desavenencias con la camarilla del nuevo pretendiente carlista, el autoproclamado Carlos VII le hicieron reconsiderar su postura, aunque en 1869 el pretendiente viajó personalmente a Londres para proponerle una nueva insurrección Cabrera rechazó de plano la propuesta. Aunque fue nombrado jefe del partido carlista en 1869, el año siguiente renunció al cargo por desavenencias con Carlos VII, siendo aceptada su decisión por la asamblea de Vevey convocada al efecto.
La llegada de la Restauración tras el golpe del general Martínez Campos y el ascenso al trono de Alfonso XII pusieron en evidencia la cordial concordancia existente entre la actitud del antiguo caudillo carlista y el nuevo proyecto de orden social que proponía el canovismo. Alfonso XII, en visita personal a Cabrera a Wentworth, encontró numerosos puntos en común en torno a las bases políticas que debía tener la monarquía restaurada.
Desengañado de Carlos VII, en 1875 reconoció al nuevo rey, que a su vez reconoció a Cabrera su graduación y sus títulos nobiliarios. No volvió a España, muriendo en Inglaterra.
Al reconocer, Ramón Cabrera, a Alfonso XII como legítimo Rey de España, el pretendiente Carlos VII, le despojó, el 21 de marzo de 1875 de todos sus títulos, aunque fueron  reconocidos por el rey Alfonso XII como títulos de España.
A pesar de ello, Cabrera solo solicitó el de conde de Morella y el de marqués del Ter que le fueron reconocidos. El ducado del Maestrazgo cayó en el olvido y hoy es simplemente un título histórico sin posibilidad de rehabilitación.

## Historia de los Marqueses del Ter

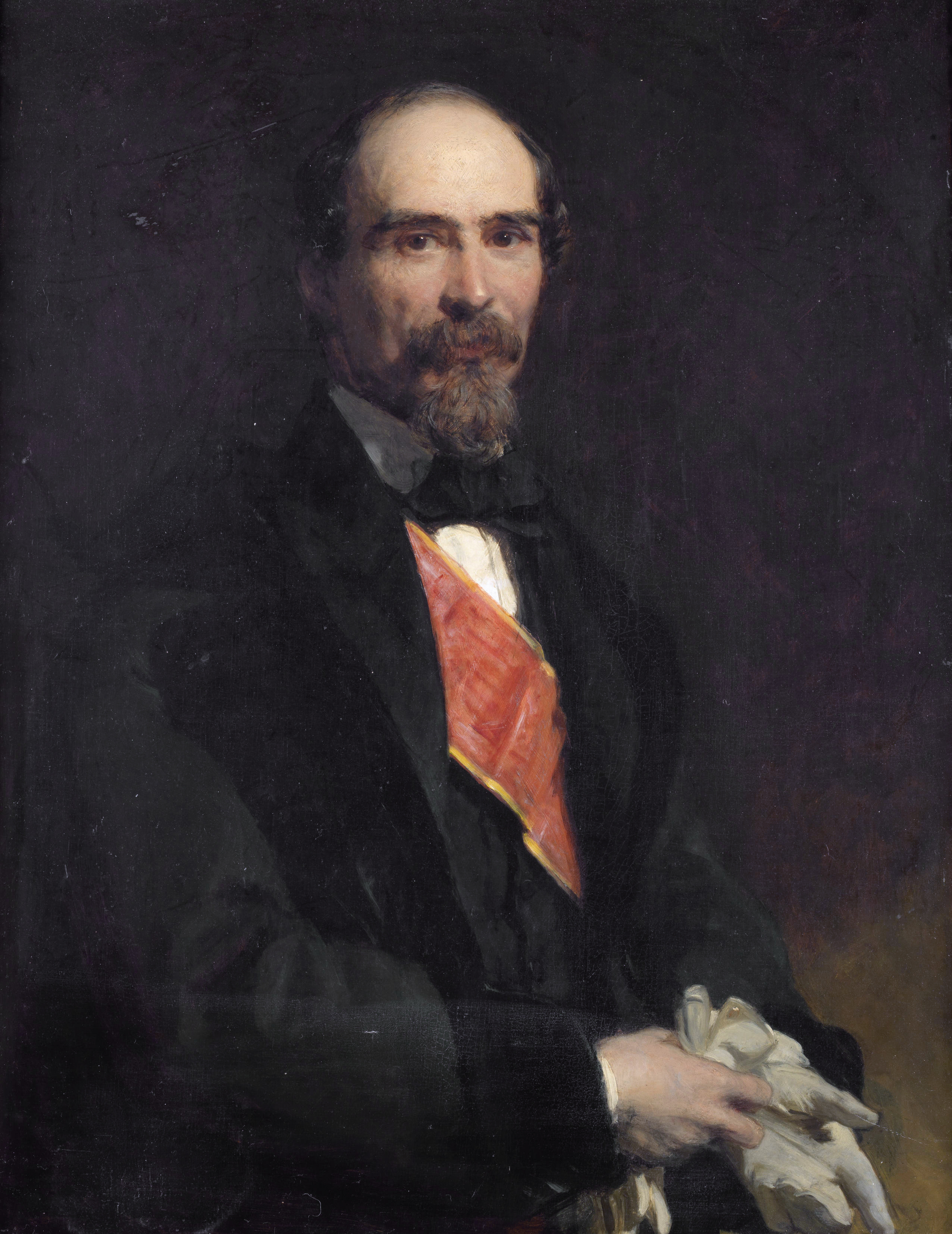
Ramón Cabrera y Griñó, I duque del Maestrazgo. I marqués del Ter y I conde de Morella

- Ramón Cabrera y Griñó (Tortosa 27 de diciembre de 1806–Wentworth 24 de mayo de 1877), I marqués del Ter, concedido el 31 de agosto de 1938, I duque del Maestrazgo, I conde de Morella, título concedido el 9 de febrero de 1840,[3] conocido como «El Tigre del Maestrazgo». Estos títulos fueron anulados el 21 de marzo de 1875 por el "rey" "Carlos VII" como títulos carlistas y reconocidos y confirmados por el rey Alfonso XII en 1876.[3][1]

Se casó el 29 de mayo de 1850 con Marianne Catherine Richards. Le sucedió su hijo el 20 de febrero de 1878 mediante carta de sucesión:
- Ramón Cabrera y Richards (baut. 11 de febrero de 1854-),[3] II marqués del Ter.

Se casó con Lilly Rose Schenrich (París, 1864-Londres, 29 de abril de 1936).
- Carlota Cabrera y Gil (n. Burgos, 25 de agosto de 1930), III marquesa del Ter.[4] El título fue rehabilitado en 1991.[5]

Se casó con Pedro Nolasco de Silva Zanatti.